# Розмарі Мерфі
Розмарі Мерфі (англ. Rosemary Murphy; 13 січня 1925 — 5 липня 2014) — американська акторка театру, кіно і телебачення.

## Біографія
Народилася в Мюнхені, Німеччина, у сім'ї американських дипломатів Мілдред (до шлюбу Тейлор) і Роберта Д. Мерфі. У 1939 році, на початку Другої світової війни, вони покинули Німеччину і переїхали до Парижу, а пізніше в США.
Навчалася в коледжі «Манхеттенвілл», а також відвідувала школу «Neighborhood Playhouse» і «Акторську студію» перед початком своєї театральної кар'єри. В 1950 році вона дебютувала на Бродвеї і за свою театральну кар'єру взяла участь у 15 бродвейських постановках, остання з яких була показана в 1999 році.
Вона так само багато знімалася в кіно і працювала на телебаченні. Найбільше відома роллю Елеонора Рузвельт в міні-серіалі «Елеонора і Франклін» (1976), за яку вона отримала премію «Еммі». Також знялася у фільмах «Убити пересмішника» (1962), де зіграла Моді Еткінсон, і «Широко крокуючи» (1973).
Померла 5 липня 2014 року у віці 89 років від раку стравоходу.

## Вибрана фільмографія
- Зов (1949) — Мері
- Та ніч (1957) — няня Черніс
- Молоді лікарі (1961) — Міс Грейвс
- Убити пересмішника (1962) — Моді Еткінсон
- Кожну середу (1966) — Дороті Клевес
- Справа про наклеп (ТБ) (1968) — Клер
- Ти полюбиш мою мати (1972) — Місіс Кінсолвінг
- Примітки поклонника (1972) — мати
- Бен (1972) — Бет Гаррісон
- Широко крокуючи (1973) — Келлі Хакер
- Небесні аси Елі і Роуджер (1973) — Ганна
- 40 каратів (1973) — місіс Летем
- Коломбо: Справжній друг (1974) (ТБ) — Маргарет Гальперін
- Справа про зґвалтування (1974) (ТБ) — Мюріел Даєр
- Елеонора і Франклін (1976) (ТБ) — Елеонора Рузвельт
- Елеонора і Франклін: Роки в Білому домі (1977) (ТБ) — Елеонора Рузвельт
- Джулія (1977) — Дороті Паркер
- До і після (1979) (ТБ) — мати Керол
- Чердак (1980) — місіс Перкінс
- Рука (1981) — Карен Вагнер
- Джордж Вашингтон (1984) — Мері Болл Вашингтон
- Вересень (1987) — Місіс Мейсон
- Для хлопців (1991) — Луанна Тротт
- Жінка на ім'я Джекі (1991) (ТБ) — Роза Кеннеді
- Двадцять доларів (1993) — Тітка Дотті
- Затянута музика (1993) — керівниця банку крові і плазми
- Не пий воду (1994) (ТБ) — міс Прітчард
- Велика Афродіта (1995) — координаторка
- Пілоти з Таскігі (1995) — Елеонора Рузвельт
- Послання в пляшці (1999) — Гелен
- Полювання на єдинорога-вбивцю (1999) (ТВ) — Беа Ейнгорн
- Прах (2001) — Енджела
- Дикарі (2007) — Доріс Метцгер
- Нью-Йорк, Нью-Йорк (2008) — Френсіс
- Життя за межею (2009) — пані Вайтгол
- Романтики (2010) — бабуся Гейз